# ماریلا ویتری
ماریلا د ژسوس ویتری ولاسکو (زاده ۲۷ دسامبر ۱۹۶۸) مجری تلویزیونی، مجری رادیو، کارگردان رسانه و بازیگر اهل اکوادور است.
ماریلا ویتری در ۲۷ دسامبر ۱۹۶۸ در باهیا د کاراکز از پدر و مادری به نام ماریانا ولاسکو و دکتر لئوناردو ویتری به دنیا آمد. او چهار خواهر و برادر دارد.
او یک تاجر است و به عنوان مدیر رسانه رادیو فوئگو و مجله Revista Mariela فعالیت می‌کند. در سال ۲۰۱۳، شرکت او Producciones de Fuego وب سایت MarielaTV.com و کانال یوتیوب MarielaTV را راه اندازی کرد.